# Paul Heinsius
Paul August Heinsius (ur. 1842, zm. 27 grudnia 1907 w Gdańsku) – niemiecki manager kolejowy, m.in. prezes dyrekcji kolei w Szczecinie i Gdańsku.
Długoletni pracownik niemieckiego kolejnictwa, zatrudniony m.in. w charakterze urzędnika w Zarządzie Kolei (Eisenbahnverwaltung) (-1884), szef Wydziału I lub II w Dyrekcji Kolei we Wrocławiu (Eisenbahndirektion Breslau) (1884-1895), prezes Dyrekcji Kolei w Szczecinie (Eisenbahndirektion Stettin) (1895-1901), prezes Dyrekcji Kolei w Gdańsku (Eisenbahndirektion Danzig) (1901-1907).